# Carlos Salinas
Carlos Salinas de Gortari (Città del Messico, 3 aprile 1948) è un politico messicano.
Eletto il 6 luglio 1988, è rimasto in carica come Presidente del Messico dal 1º dicembre 1988 al 1º dicembre 1994. Fu lui che nel 1994 fece entrare il Messico nel libero scambio nordamericano.

## Biografia
Fatto degno di nota, nel giorno 8 dicembre 1951, quando aveva solamente 3 anni, stava giocando con il suo fratello maggiore Raul, che allora aveva 5 anni, e un amico di 8 anni, quando trovarono un fucile carico. Uno di loro, mai venne appurato chi sparò materialmente, con un colpo uccise una cameriera di 12 anni, Manuela. La tragedia venne derubricata come incidente e la famiglia venne attaccata per aver lasciato un'arma carica non custodita.
Economista, militante del Partito Rivoluzionario Istituzionale da molti decenni alla guida del Messico, dal 1971 al 1982 ricoprì diversi incarichi nell'amministrazione finanziaria statale, fino a diventare ministro della Pianificazione e del Bilancio (1982 - 1987). Alle elezioni presidenziali del 1988 Carlos Salinas fu il candidato ufficiale del partito, vincendo e divenendo presidente del Messico il 1º dicembre 1988. La trasparenza delle elezioni venne fortemente criticata dalle opposizioni, il cui candidato principale era Cuauhtémoc Cárdenas, in particolare per l'improvviso shutdown del computer che calcolava i voti in tempo reale: dopo i risultati delle elezioni venne coniata dai giornalisti l'espressione se cayó el sistema ("il sistema si è bloccato"), che negli anni a seguire diventò un eufemismo per definire i brogli elettorali. 
Appena insediatosi, il nuovo presidente continuò la politica di rigore economico e finanziario di stampo liberista, già avviato quando era membro dell'amministrazione del presidente Miguel de la Madrid, e iniziò una manovra che prevedeva liberalizzazioni e numerosissime privatizzazioni.
Salinas de Gortari firmò il NAFTA durante il suo mandato e privatizzò molte imprese statali, tra cui la compagnia di telecomunicazioni Telmex, la compagnia aerea Mexicana de Aviación, l'industria siderurgica, le autostrade, gli aeroporti, le miniere e quasi un istituto di credito ogni venti giorni tra giugno 1991 e luglio 1992. Nel 1992, la modifica dell'articolo 27 della Costituzione mise definitivamente fine alla riforma agraria e autorizzò la vendita delle terre comunali.
Durante questi anni, il Messico ha sperimentato una forte crescita economica e lo sviluppo di una "nuova classe imprenditoriale" estremamente ricca che include sempre più miliardari, ma al costo di crescenti disuguaglianze. Questa politica ha anche portato alla concentrazione dei media, al controllo di pochi grandi capi sull'economia e alla corruzione endemica. Lo specialista della droga Jean-François Boyer nota che "le privatizzazioni del periodo 1989-1995 (...) hanno permesso ai narcos, con la complicità dello stato e dei narco-politici, di diventare un potere economico legale". La crisi economica che seguì il mandato di Salinas de Gortari provocò forti critiche a questa politica. 
Questa linea politica fu premiata alle elezioni politiche del 1991 per il rinnovo del Congresso federale con un consenso quasi plebiscitario; ciò gli consentì di rilanciare il suo progetto di Zona di libero scambio nordamericano con il Canada e gli Stati Uniti (noto come Nafta, entrato in vigore il 1º dicembre 1994). Al riavvicinamento politico e diplomatico con il governo di Washington, espressosi anche nell'accresciuta lotta al traffico di stupefacenti, si è aggiunto il ripristino delle relazioni diplomatiche con il Vaticano (grazie ad una modifica della Costituzione approvata nel 1991), a lungo osteggiato dall'ala anticlericale del partito di Salinas.
Dopo le sue dimissioni, iniziò il declino politico dell'ex presidente: nel febbraio del 1995 venne arrestato il fratello Raúl, accusato di essere il mandante dell'omicidio del segretario generale del P.R.I., J. F. Ruiz Massieu, avvenuto nel settembre del 1994, mentre, nel marzo del 1995 Salinas dovette lasciare il Paese, perché sospettato di coinvolgimento in numerosi affari illeciti e nel narcotraffico, rifugiandosi prima negli U.S.A. e poi in Irlanda.
È entrato nel consiglio di amministrazione della Dow Jones Company.